# Ключи (Каменский муниципальный округ)
Ключи — деревня в Каменском районе Свердловской области России. Входит в Каменский муниципальный округ.
Ранее входила в состав Горноисетского сельсовета Каменского района.

## География
Деревня Ключи расположена в 14 километрах (в 15 километрах по автодороге) к западу от города Каменска-Уральского, на правом берегу реки Исети. В окрестностях села расположены дачные и садовые участки.
В районе деревни по берегам Исети расположены скалы Минина Гора, Копёшка и Гущинские Камни.

## Население
| 1904 | 2002 | 2010 | 2021 |
| ---- | ---- | ---- | ---- |
| 542  | ↘1   | ↗2   | ↗5   |